# پسر زاینده‌رود
پسر زاینده‌رود فیلمی به کارگردانی و نویسندگی حسین مدنی محصول سال ۱۳۴۹ است.

## داستان
مردی ناگهان همسر و فرزند خردسالش را از خود می‌راند…

## بازیگران
- ایرن زازیانس
- جمشید مشایخی
- فرخ ساجدی
- عباس مغفوریان
- ویکتوریا
- علی محمد رجایی
- کنعان کیانی
- عباس افتخاری